# 上海打字机厂

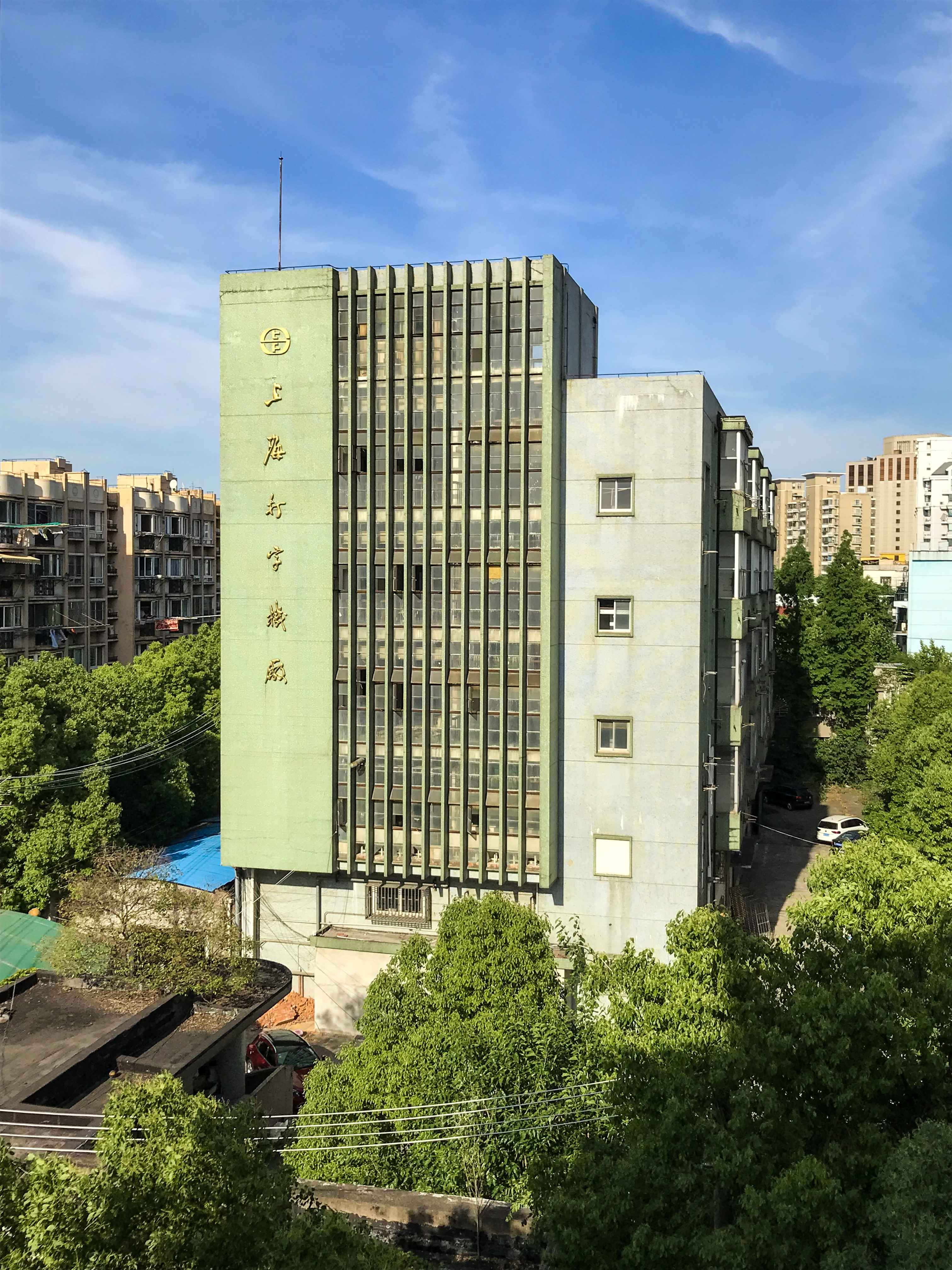
上海打字机厂

上海打字机厂，创建于1958年，是一家专业从事以打字机为主的办公机械制造的工厂，位于上海市虹口区文治路5号。

## 沿革
1958年4月，上海56家小厂、修配行、合作社合并，在天潼路组建上海计算机打字机厂。同年试制成功中华人民共和国第一台国产中文打字机。1980年，改组为上海打字机厂，是当时中华人民共和国最大的打字机专业生产厂。

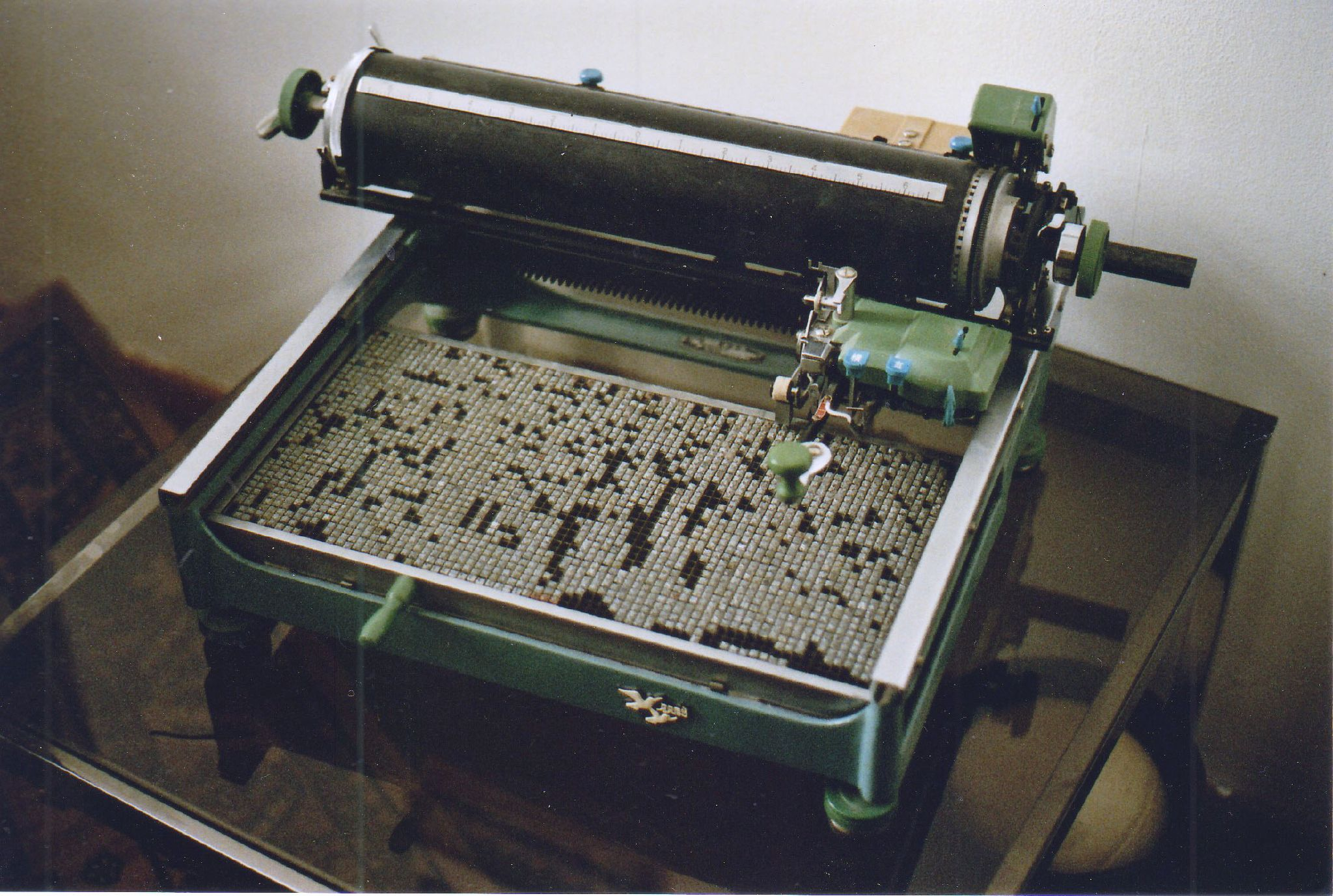
一台1970年代的双鸽牌机械中文打字机

1981年，双鸽牌中文打字机获得国家银质奖。1986年，飞鱼牌手提拼文打字机获得上海市赶超优质产品奖。1987年，飞鱼牌台式拼文打字机获得国家民族委员会和中华人民共和国轻工业部优质产品奖。1994年5月29日，上海打宇机厂与长宁区少科站合办的“飞鱼打字学校”，由企业向少科站优惠供应打字机，举办英文打字培训班。1995年6月22日，上海打字机厂又与上海市少科站合作成立“上海市飞鱼打字学校总校”，在全市推广英文打字教育。